# Запкус, Михаил Антонович
Михаил Антонович Запкус (1898? — 1918?) — российский революционер, левый эсер, командир Первого Северного морского карательного отряда, сыгравший важную роль в установлении власти большевиков в Вятке и в Тюмени.

## Биография
Сведения о биографии Запкуса скупы и противоречивы. В некоторых документах он именуется Зайпкусом, встречаются также разные инициалы (Василий Запкус (Зайпкус)). Историк А. Кононенко, говоря о биографии Запкуса, отмечает, что осенью 1917 года в Петрограде было много латышей, и значительная их часть оказалась как среди делегатов Всероссийского съезда Советов, так и среди юнкеров — сторонников Временного правительства.
Известно, что Запкус был членом левого крыла партии социалистов-революционеров, Петроградского Совета рабочих и крестьянских депутатов, Центрального совета фабрично-заводских комитетов, председателем комитета рабочих мелкой и средней промышленности. С 26 октября он работал помощником технического секретаря Петроградского военно-революционного комитета. 19 ноября его назначили комиссаром по доставке продовольствия в Петроград.
Позднее Запкус стал командиром Первого Северного морского карательного отряда и объявил себя «военным комиссаром Северного района и Западной Сибири». Численность отряда, состоящего из балтийских матросов, составляла 300—400 человек. Флагом отряда служило чёрное полотнище с изображением черепа.
5 декабря 1917 года Запкус во главе Первого Северного морского карательного отряда появился в Вятке и отдал в распоряжение Вятского Совета 70 матросов. Отряд Запкуса, наряду с двумя другими отрядами матросов, которыми командовали Ф. Лупарев и С. Павлов, обеспечил большевикам возможность захватить власть в Вятке и Вятской губернии.
C 9 декабря 1917 по 18 февраля 1918 года отряд Запкуса находился в Екатеринбурге, затем в Оренбурге.
27 февраля отряд Запкуса прибыл в Тюмень. Один из руководителей тюменских большевиков Г. Пермяков позднее вспоминал: «Запкус был совершенно неизвестным человеком для рабочих и солдат города, и был ли он членом РСДРП (б), не могу сказать, знакомился только с длиннейшим мандатом, который он предъявил по прибытии в Тюмень». С. Мрачковский и А. Борчанинов, командиры находившихся в городе красногвардейских отрядов, признали власть Запкуса. У Северного морского карательного отряда было два штаба: один находился в вагонах на железнодорожном вокзале, а второй — в клубе приказчиков.
По прибытии в Тюмень Запкус создал Чрезвычайный военно-революционный штаб из восьми человек и издал приказ № 1, объявив в городе военное положение, приказав горожанам сдавать золото и серебро, пообещав расстреливать на месте воров, грабителей и убийц. Он арестовал члена городской управы социал-демократа М. Глузмана, председателя Тюменского ВРК эсера М. Кузнецова, депутата городской Думы кадета Н. Беседных. Возле железнодорожного вокзала Запкус произвёл публичный расстрел нескольких уголовных преступников, чем вызвал потрясение у жителей города. Очевидец вспоминал, как Запкус лично расстрелял своего адъютанта за присвоение себе в ходе обыска золотых часов.
В приказе № 4 Запкус налагал контрибуцию в размере 2 млн рублей на тюменских предпринимателей А. Плотникова, А. Колмакову, И. Некрасова, А. Аверкиева, Г. Мирсалимова, Г. Котовщикова, К. Плишкина, А. Россошных, С. Колокольникова, Н. Сергеева, В. Собенникова, А. Михалева, Г. Иванова, Е. Гусеву, В. Жернакова.
Уральский областной Совет, узнав о введении в Тюмени военного положения, о контрибуциях и конфискациях, приказал Тюменскому Совету не подчиняться Запкусу, а самому Запкусу приехать в Екатеринбург, но тот отказался. В приказе № 5 Запкус отменил военное положение. В результате приказов Запкуса была реально установлена советская власть в Тюмени.
5 марта на заседании исполкома Тюменского Совета меньшевики и эсеры инициировали обсуждение «итогов набега банды Запкуса на Тюмень». Большевистские руководители Г. Пермяков и Н. Немцов на вопрос о ценностях, собранных Северным морским карательным отрядом, ответили, что они сданы в Государственный банк. Позднее Пермяков вспоминал: «Мы избегали обострения отношений с ним, а затем, когда он сделал своё дело, предложили ему выехать из Тюмени». В тюменских, тобольских, омских и екатеринбургских газетах повторялась фраза Запкуса: «Расстрелять в два счёта».
12 марта был арестован поручик Н. Заболотский, который сообщил адъютанту штаба отряда Н. Звереву о том, что в Тюмени проживает первый председатель Временного правительства князь Г. Львов, а также князь А. Голицын и граф Н. Лопухин. Запкус приказал арестовать Голицына и Лопухина, а на квартире Львова устроил засаду, которая завершилась арестом Львова. 18 марта Запкус с арестованными уехал в Екатеринбург, где передал их в распоряжение Уральского Совета.
В Екатеринбурге Запкусу был устроен допрос, который вели нарком юстиции Уральского Совета М. Поляков, нарком образования Уральского Совета С. Чуцкаев и военный комиссар И. Голощёкин. В это время в город прибыл Пермяков, который, вероятно, сообщил Голощёкину о злоупотреблениях Запкуса в Тюмени. Запкус был арестован, и дальнейшая его судьба неизвестна. Точно так же неизвестно, куда пропали ценности, собранные в Тюмени Северным морским карательным отрядом.
Краевед А. Петрушин называет Запкуса «авантюристом» и «самой загадочной личностью в новейшей истории» Тюмени. Он предполагает, что Запкус был выведен в романе Вс. Иванова «Голубые пески» под именем Василия Антоновича Запуса.